# Liste der Mitglieder des Sächsischen Landtags in der Weimarer Republik (5. Wahlperiode)
Diese Liste gibt einen Überblick über die Mitglieder des Sächsischen Landtags in der Weimarer Republik vom 10. Juli 1930 bis zum 4. April 1933. Hiernach wurde der Landtag durch den Reichskommissar Manfred von Killinger „gleichgeschaltet“.
Die Wahl zum 5. Sächsischen Landtag fand am 22. Juni 1930 statt.

## Zusammensetzung
- KPD: 13
- SPD: 32
- DDP: 3
- WP: 10
- DVP: 8
- CSVD: 2
- DNVP: 5
- SLV: 5
- VRP: 2
- VNR: 2
- NSDAP: 14

| Fraktion (Partei)                              | Abkürzung | Sitze |
| ---------------------------------------------- | --------- | ----- |
| Sozialdemokratische Partei Deutschlands        | SPD       | 32    |
| Nationalsozialistische Deutsche Arbeiterpartei | NSDAP     | 14 1  |
| Kommunistische Partei Deutschlands             | KPD       | 13    |
| Wirtschaftspartei 6                            | WP        | 10 2  |
| Deutsche Volkspartei                           | DVP       | 8     |
| Deutschnationale Volkspartei                   | DNVP      | 5 3   |
| Sächsisches Landvolk                           | SLV       | 5 4   |
| Deutsche Demokratische Partei 5                | DDP/DStP  | 3     |
| Christlich-Sozialer Volksdienst                | CSVD      | 2     |
| Reichspartei für Volksrecht und Aufwertung     | VRP       | 2     |
| Volksnationale Reichsvereinigung               | VNR       | 2     |
| gesamt                                         |           | 96    |

## Vorstand des Landtages
- Präsident des Landtags:
 Kurt Weckel (SPD)  bis 24.11.1932
 August Eckardt (DNVP) ab 24.11.1932
- 1. stellvertretender Präsident:
 August Eckardt (DNVP)  bis 13.11.1930
 Hugo Hickmann (DVP) 13.11.1930 bis 24.11.1931
 Arthur Bretschneider (DDP) 24.11.1931 bis 24.11.1932
 Walter Dönicke (NSDAP) ab 24.11.1932
- 2. stellvertretender Präsident:
 Hugo Hickmann (DVP)  bis 13.11.1930
 Erich Kunz (NSDAP) 13.11.1930 bis 29.1.1931
 Arthur Bretschneider (DDP) 3.2.1931 bis 24.11.1931
 Max Lasse (VNR) 24.11.1931 bis 24.11.1932
 Max Hentschel (Wirtschaftspartei) ab 24.11.1932
- Schriftführer:
 Oscar Günther (Wirtschaftspartei) bis 24.11.1932
 Alfred Hauffe (Sächsisches Landvolk) bis 24.11.1932
 Otto Herrmann (KPD) bis 13.11.1930
 Karl Kautzsch (SPD)
 Max Mucker (SPD)
 Johannes Wallner (VRP) bis 13.11.1930
 Bernhard Claus (DDP) 13.11.1930 bis 24.11.1931 und ab 24.11.1932
 Erwin Hartsch (SPD) 13.11.1930 bis 24.11.1932
 Elise Thümmel (SPD) ab 24.11.1931
 Richard Fischer (CSVD) ab 24.11.1932
 Joseph Hardt (DVP) ab 24.11.1932

## Fraktionsvorsitzende
- Fraktion der SPD
 Karl Böchel
- Fraktion der NSDAP
 Karl Fritsch
- Fraktion der KPD
 Rudolf Renner
- Fraktion der Wirtschaftspartei
 Hermann Kaiser (bis zum Fraktionsaustritt am 4.2.1932)
 Walter Woldemar Wilhelm (ab 4.2.1932)
- Fraktion der DVP
 Bernhard Blüher (bis zum Ausscheiden aus dem Landtag am 20.11.1930)
 Wilhelm Bünger (von November 1930 bis zum Ausscheiden aus dem Landtag am 29.9.1931)
 Hugo Hickmann (ab 29.9.1931)
- Fraktion der DNVP
 Johannes Siegert
- Fraktion des Sächsischen Landvolks
 Richard Schladebach (bis zur Auflösung der Fraktion am 8.2.1932)
- Fraktion des CSVD und der VRP
 Arthur Bley
 Friedrich Mack

## Abgeordnete
| Name                    | Fraktion             | Anmerkungen                                                                                              |
| ----------------------- | -------------------- | --- |
| Karl Arndt              | SPD                  | |
| Hermann Aßmann          | Wirtschaftspartei    | |
| Robert Bauer            | Sächsisches Landvolk | am 5.2.1931 nachgerückt für Jakob Spittank                                                               |
| Heinrich Bennecke       | NSDAP                | |
| Arthur Bley             | CSVD                 | |
| Bernhard Blüher         | DVP                  | ersetzt am 25.11.1930 durch Johannes Dieckmann, Fraktionsvorsitzender 1930                               |
| Karl Böchel             | SPD                  | Fraktionsvorsitzender                                                                                    |
| Hugo Breitenborn        | KPD                  | |
| Arthur Bretschneider    | DDP                  | 2. stellv. Landtagspräsident 3.2. bis 24.11.1931, 1. stellv. Landtagspräsident 24.11.1931 bis 24.11.1932 |
| Wilhelm Bünger          | DVP                  | am 29.9.1931 ersetzt durch Franz Frucht, Fraktionsvorsitzender 1930/31                                   |
| Paul Büttner            | VNR                  | |
| Bernhard Claus          | DDP                  | |
| Heinrich Dankmeyer      | Sächsisches Landvolk | |
| Julius Dehne            | DDP                  | am 14.10.1930 ersetzt durch Hermann Kastner                                                              |
| Johannes Dieckmann      | DVP                  | nachgerückt am 20.11.1930 für Bernhard Blüher                                                            |
| Alfred Dobbert          | SPD                  | am 14.10.1930 ersetzt durch Hermann Tempel                                                               |
| Walter Dönicke          | NSDAP                | 1. stellv. Landtagspräsident ab 24.11.1932                                                               |
| Emil Ebert              | SPD                  | |
| August Eckardt          | DNVP                 | 1. stellvertretender Landtagspräsident bis 13.11.1930, Landtagspräsident ab 24.11.1932                   |
| Oskar Edel              | SPD                  | |
| Max Enterlein           | Wirtschaftspartei    | |
| Christian Ferkel        | SPD                  | |
| Emil Fischer            | NSDAP                | |
| Richard Fischer         | CSVD                 | |
| Karl Fritsch            | NSDAP                | Fraktionsvorsitzender                                                                                    |
| Kurt Fritzsche          | DNVP                 | |
| Franz Frucht            | DVP                  | nachgerückt am 29.9.1931 für Wilhelm Bünger                                                              |
| Hans Geiser             | SPD                  | |
| Karl Gerlach            | SPD                  | |
| Margarete Groh          | KPD                  | |
| Oscar Günther           | Wirtschaftspartei    | |
| Oswald Güttler          | SPD                  | |
| Joseph Hardt            | DVP                  | |
| Erwin Hartsch           | SPD                  | ersetzt am 8.12.1932 durch Paul Kranz                                                                    |
| Alfred Hauffe           | Sächsisches Landvolk | |
| Paul Heide              | SPD                  | |
| Max Hentschel           | Wirtschaftspartei    | 2. stellv. Landtagspräsident ab 24.11.1932                                                               |
| Otto Herrmann           | KPD                  | |
| Paul Herrmann           | SPD                  | |
| Hugo Hickmann           | DVP                  | 2. stellv. Landtagspräsident 1930, 1. stellv. Landtagspräsident 1930/31, Fraktionsvorsitzender 1931–33   |
| Walter Huhn             | DVP                  | |
| Alfred Kaden            | DNVP                 | |
| Hermann Kaiser          | Wirtschaftspartei    | Fraktionsvorsitzender 1930–32                                                                            |
| Hermann Kastner         | DDP                  | nachgerückt am 14.10. 1930 für Julius Dehne                                                              |
| Karl Kautzsch           | SPD                  | |
| Oskar Kießling          | Wirtschaftspartei    | |
| Manfred von Killinger   | NSDAP                | |
| Olga Körner             | KPD                  | am 13.11.1930 ersetzt durch Ernst Scheffler                                                              |
| Paul Krahl              | NSDAP                | |
| Paul Kranz              | SPD                  | am 8.12.1932 nachgerückt für Erwin Hartsch                                                               |
| Martin Kuhn             | SPD                  | |
| Alfred Kunath           | Wirtschaftspartei    | |
| Erich Kunz              | NSDAP                | 2. stellv. Landtagspräsident 13.11.1930 bis 29.1.1931 (Rücktritt)                                        |
| Martha Kühne            | KPD                  | |
| Kurt Lasch              | NSDAP                | |
| Max Lasse               | VNR                  | 2. stellv. Landtagspräsident 24.11.1931 bis 24.11.1932                                                   |
| Hermann Liebmann        | SPD                  | |
| Walter Lippe            | DVP                  | |
| Friedrich Mack          | VRP                  | |
| Reinhard Mätzig         | KPD                  | |
| Willy Mehlhorn          | KPD                  | |
| Emil Mende              | SPD                  | am 23.6.1932 nachgerückt für Ernst Schulze                                                               |
| Cuno Meyer              | NSDAP                | |
| Max Mucker              | SPD                  | |
| Friedrich Max Müller    | SPD                  | |
| Gustav Müller           | SPD                  | |
| Kurt Müller             | SPD                  | |
| Otto Naumann            | NSDAP                | |
| Otto Nebrig             | SPD                  | |
| Alfred Neu              | SPD                  | |
| Margarete Nischwitz     | KPD                  | am 26.2.1931 ersetzt durch Richard Schubert                                                              |
| Rudolf Renner           | KPD                  | Fraktionsvorsitzender                                                                                    |
| Hugo Sachse             | Wirtschaftspartei    | |
| Ernst Scheffler         | KPD                  | am 13.11.1930 nachgerückt für Olga Körner                                                                |
| Richard Schladebach     | Sächsisches Landvolk | Fraktionsvorsitzender bis zur Auflösung am 8.2.1932                                                      |
| Marie Martha Schlag     | SPD                  | |
| Friedrich Schlegel      | NSDAP                | |
| Otto Schleinitz         | SPD                  | |
| Iselin Schmidt          | DVP                  | |
| Erich Schneider         | NSDAP                | |
| Max Richard Schneider   | KPD                  | |
| Arno Schreiber          | NSDAP                | |
| Richard Schubert        | KPD                  | am 26.2.1931 nachgerückt für Margarete Nischwitz                                                         |
| Erich Schulze           | SPD                  | verstorben am 17.6.1932, ersetzt am 23.6.1932 durch Emil Mende                                           |
| Bruno Siegel            | KPD                  | |
| Johannes Siegert        | DNVP                 | Fraktionsvorsitzender                                                                                    |
| Josef Siegnoth          | SPD                  | |
| Max Silbermann          | KPD                  | am 18.6.1931 nachgerückt für Herbert Wehner                                                              |
| Kurt Sindermann         | KPD                  | |
| Jakob Spittank          | Sächsisches Landvolk | am 5.2.1931 ersetzt durch Robert Bauer                                                                   |
| Werner Studentkowski    | NSDAP                | |
| Hermann Tempel          | SPD                  | nachgerückt am 14.10.1930 für Alfred Dobbert                                                             |
| Bertha Thiel            | SPD                  | |
| Elise Thümmel           | SPD                  | |
| Karl Tögel              | DNVP                 | |
| Alfred Troll            | Sächsisches Landvolk | |
| Guido Uhlig             | SPD                  | |
| Kurt Vogel              | SPD                  | |
| Hermann Voigt           | DVP                  | |
| Johannes Wallner        | VRP                  | |
| Hugo Weber              | Wirtschaftspartei    | |
| Kurt Weckel             | SPD                  | Landtagspräsident bis 24.11.1932                                                                         |
| Johann Wehle            | SPD                  | |
| Herbert Wehner          | KPD                  | am 18.6.1931 ersetzt durch Max Silbermann                                                                |
| August Wilde            | SPD                  | |
| Walter Woldemar Wilhelm | Wirtschaftspartei    | Fraktionsvorsitzender 1932/33                                                                            |